# Robigus sanguinea
Robigus sanguinea är en insektsart som beskrevs av William Lucas Distant 1911. Robigus sanguinea ingår i släktet Robigus och familjen Derbidae. Inga underarter finns listade i Catalogue of Life.